# Sophie Devienne
Jeanne-Françoise Thevenin , född 1763, död 1841, var en fransk skådespelare.  Hon var känd under artistnamnet Sophie Devienne på Comédie-Française i Paris, där hon var engagerad 1786-1813. 